# Arsy
Arsy település Franciaországban, Oise megyében. Lakosainak száma 817 fő (2022. január 1.). Arsy Canly, Grandfresnoy, Jonquières, Moyvillers és Remy községekkel határos.

## Népesség
A település népességének változása:
| Lakosok száma | 784  | 774  | 795  | 770  | 763  | 769  | 784  | 801  | 817  |
|               | 2013 | 2015 | 2016 | 2017 | 2018 | 2019 | 2020 | 2021 | 2022 |